# ریپتس
ریپتس (به چکی: Řípec) یک منطقهٔ مسکونی در جمهوری چک است که در منطقه تابور واقع شده‌است. ریپتس ۷٫۳۹ کیلومتر مربع مساحت و ۲۸۶ نفر جمعیت دارد و ۴۴۳ متر بالاتر از سطح دریا واقع شده‌است.